# ホセイン・デフラヴィー

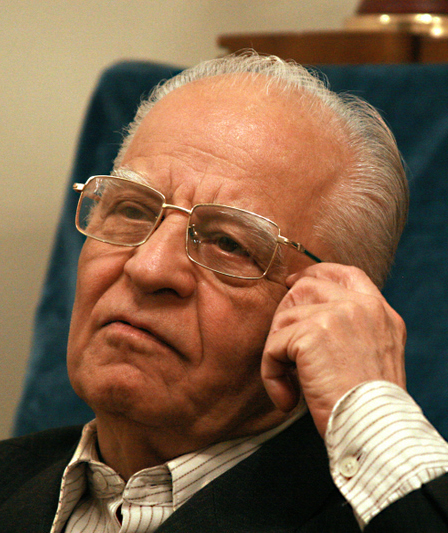
ホセイン・デフラヴィー（2008年）

ホセイン・デフラヴィー（ペルシア語:حسین دهلوی、Hossein Dehlavi、1927年9月30日 - 2019年10月15日）は、イランの作曲家。
テヘラン出身。テヘラン音楽院でホセイン・ナセヒーに西洋音楽を学ぶかたわら、アボルハサン・サバーにイラン音楽を学んだ。その後、1957年から1967年まで芸術省管弦楽団の常任指揮者を務めた。またテヘラン音楽院の教授も務め、アレクサンダー・ラハバリらを育てた。1992年には約70人のイラン民族楽器の奏者を集めて、民族楽器オーケストラを設立した。
作品には民族楽器とオーケストラのための作品、声楽とオーケストラのための作品、合唱とオーケストラの作品、3つのオペラなどがある。